# Music of the Sun
«Music of the Sun» — дебютний студійний альбом барбадоської співачки Ріанни, який був виданий під лейблом Def Jam Recordings 30 серпня 2005 року в США.

## Список композицій
1. «Pon de Replay» — 4:06
2. «Here I Go Again» (з участю Джея Статуса) — 4:11
3. «If It's Lovin' that You Want» — 3:28
4. «You Don’t Love Me» — 4:20
5. «That La, La, La» — 3:45
6. «The Last Time» — 4:53
7. «Willing to Wait» — 4:37
8. «Music of the Sun» — 3:56
9. «Let Me» — 3:56
10. «Rush» — 3:09
11. «There’s a Thug In My Life» (з участю Джея Статуса) — 3:21
12. «Now I Know» — 5:01
13. «Pon de Replay» (Remix) (з участю Elephant Man) (бонус трек) — 3:37

## Позиції в чартах
| Країна          | Найвища позиція |
| --------------- | --------------- |
| Австралія       | 18              |
| Велика Британія | 35              |
| Італія          | 22              |
| Канада          | 7               |
| Німеччина       | 31              |
| Нова Зеландія   | 28              |
| США             | 10              |
| Швейцарія       | 38              |
| Японія          | 14              |